# Urși (gmina Popești)
Urși – wieś w Rumunii, w okręgu Vâlcea, w gminie Popești. W 2011 roku liczyła 986 mieszkańców.